# Kristine Duvholt Havnås
Kristine Duvholt Havnås (ur. 31 stycznia 1974 roku w Tønsbergu) – była norweska piłkarka ręczna, wielokrotna reprezentantka kraju, prawoskrzydłowa. Wicemistrzyni olimpijska 1992 z Barcelony i w brązowa medalistka olimpijska 2000 z Sydney. Mistrzyni świata 1999.

## Sukcesy
- Igrzyska Olimpijskie:
  -  1992
  -  2000
- Mistrzostwa Świata:
  -  1999
  -  1997
  -  1993
- Mistrzostwa Europy:
  -  1994

## Nagrody indywidualne
- 1999: najlepsza prawoskrzydłowa Mistrzostw Świata